# Ben Warley
Benjamin Vallentina Warley (Washington D. C., 4 de septiembre de 1936 - Filadelfia, Pensilvania, 5 de abril de 2002) fue un jugador de baloncesto estadounidense que disputó 5 temporadas en la NBA y otras 3 en la ABA. Con 1,96 metros de estatura, jugaba en la posición de escolta.

## Trayectoria deportiva

### Universidad
Jugó durante 3 temporadas con los Tigers de la Universidad de Tennessee State, en las que promedió 13,7 puntos y 10,2 rebotes por partido.

### Profesional
Fue elegido en el puesto 27 de la cuarta ronda del Draft de la NBA de 1960 por Minneapolis Lakers, pero prefirió jugar en los Cleveland Pipers de la NIBL durante temporada y media, en las que promedió 17,9 puntos y 13,2 rebotes por partido. Volvió a ser elegido en el Draft de la NBA de 1961 por Syracuse Nationals, esta vez en la sexta posición, equipo con el que firmó contrato.
Únicamente disputó 26 partidos con los Nats, jugando apenas 8 minutos por encuentro, en los que promedió 4,8 puntos y 3,3 rebotes por noche. En la temporada 1963-64 el equipo se trasladó a Filadelfia, pasando a denominarse Philadelphia 76ers, donde permaneció durante 2 temporadas completas, y aunque siguió saliendo desde el banquillo, jugó bastantes más minutos, promediando esos dos años 6,5 puntos y 6 rebotes por encuentro. Disputó un único partido con los Sixers en la temporada 1965-66, antes de ser traspasado a Baltimore Bullets, donde permanecería otras dos temporadas.
En 1967 daría el salto a la ABA, firmando con los Anaheim Amigos, donde por fin dispuso de minutos de juego para demostrar su valía, acabando la temporada como segundo mejor anotador del equipo, con 17,4 puntos, y segundo mejor reboteador, con 8,4 capturas por noche. Ese año disputó el All-Star Game, en el que consiguió 8 puntos, 1 rebote y 4 asistencias.
Al año siguiente el equipo se trasladó a Los Ángeles, pasando a denominarse Los Angeles Stars, pero las lesiones hicieron que únicamente disputara 35 partidos, bajando notablemente sus estadísticas. En 1969 fichó por Denver Rockets, donde disputó sus últimos 33 partidos como profesional, promediando 4,6 puntos por encuentro. En el total de su trayectoria como profesional promedió 8,4 puntos y 5,6 rebotes por partido.

#### Estadísticas

##### Temporada regular
| Temporada | Edad | Equipo             | Liga  | P   | TIT | MIN  | TC   | TCA  | %TC  | 3P | 3PA | %3P  | TL   | TLA  | %TL  | R.OF. | R.DEF. | REB  | ASIS | ROB | TAP | PER | FP   | PTS  |
| 1962-63   | 26   | Syracuse Nationals | NBA   | 26  |     | 206  | 50   | 111  | .450 |    |     |      | 25   | 35   | .714 |       |        | 86   | 4    |     |     |     | 42   | 125  |
| 1963-64   | 27   | Philadelphia 76ers | NBA   | 79  |     | 1740 | 215  | 494  | .435 |    |     |      | 220  | 305  | .721 |       |        | 619  | 71   |     |     |     | 274  | 650  |
| 1964-65   | 28   | Philadelphia 76ers | NBA   | 65  |     | 900  | 94   | 253  | .372 |    |     |      | 124  | 176  | .705 |       |        | 277  | 53   |     |     |     | 170  | 312  |
| 1965-66   | 29   | TOTAL              | NBA   | 57  |     | 773  | 116  | 284  | .408 |    |     |      | 64   | 97   | .660 |       |        | 217  | 25   |     |     |     | 129  | 296  |
| 1965-66   | 29   | Philadelphia 76ers | NBA   | 1   |     | 6    | 1    | 3    | .333 |    |     |      | 0    | 0    |      |       |        | 2    | 0    |     |     |     | 1    | 2    |
| 1965-66   | 29   | Baltimore Bullets  | NBA   | 56  |     | 767  | 115  | 281  | .409 |    |     |      | 64   | 97   | .660 |       |        | 215  | 25   |     |     |     | 128  | 294  |
| 1966-67   | 30   | Baltimore Bullets  | NBA   | 62  |     | 1037 | 125  | 312  | .401 |    |     |      | 134  | 170  | .788 |       |        | 325  | 51   |     |     |     | 176  | 384  |
| 1967-68   | 31   | Anaheim Amigos     | ABA   | 71  |     | 2297 | 435  | 985  | .442 | 52 | 166 | .313 | 313  | 389  | .805 |       |        | 608  | 96   |     |     | 161 | 276  | 1235 |
| 1968-69   | 32   | Los Angeles Stars  | ABA   | 35  |     | 876  | 172  | 423  | .407 | 31 | 121 | .256 | 116  | 155  | .748 | 51    | 143    | 194  | 26   |     |     | 53  | 127  | 491  |
| 1969-70   | 33   | Denver Rockets     | ABA   | 42  |     | 475  | 60   | 170  | .353 | 15 | 58  | .259 | 58   | 76   | .763 | 26    | 84     | 110  | 30   |     |     | 36  | 98   | 193  |
| Total     |      |                    | TOTAL | 437 |     | 8304 | 1267 | 3032 | .418 | 98 | 345 | .284 | 1054 | 1403 | .751 | 77    | 227    | 2436 | 356  |     |     | 250 | 1292 | 3686 |
|           |      |                    | NBA   | 289 |     | 4656 | 600  | 1454 | .413 |    |     |      | 567  | 783  | .724 |       |        | 1524 | 204  |     |     |     | 791  | 1767 |
|           |      |                    | ABA   | 148 |     | 3648 | 667  | 1578 | .423 | 98 | 345 | .284 | 487  | 620  | .785 | 77    | 227    | 912  | 152  |     |     | 250 | 501  | 1919 |

##### Playoffs
| Temporada | Edad | Equipo             | Liga  | P  | MIN | TCA | TC | 3PA | 3P | TLA | TL | R.OF. | REB | ASIS | ROB | TAP | PER | FP | PTS | %TC  | %3P  | %FT   | MIN  | PTS | REB | AST |
| 1962-63   | 26   | Syracuse Nationals | NBA   | 2  | 9   | 0   | 4  |     |    | 2   | 4  |       | 3   | 0    |     |     |     | 2  | 2   | .000 |      | .500  | 4.5  | 1.0 | 1.5 | 0.0 |
| 1963-64   | 27   | Philadelphia 76ers | NBA   | 4  | 85  | 9   | 23 |     |    | 10  | 15 |       | 33  | 2    |     |     |     | 11 | 28  | .391 |      | .667  | 21.3 | 7.0 | 8.3 | 0.5 |
| 1964-65   | 28   | Philadelphia 76ers | NBA   | 2  | 6   | 0   | 1  |     |    | 0   | 0  |       | 1   | 1    |     |     |     | 1  | 0   | .000 |      |       | 3.0  | 0.0 | 0.5 | 0.5 |
| 1965-66   | 29   | Baltimore Bullets  | NBA   | 2  | 9   | 0   | 4  |     |    | 1   | 1  |       | 2   | 0    |     |     |     | 2  | 1   | .000 |      | 1.000 | 4.5  | 0.5 | 1.0 | 0.0 |
| 1969-70   | 33   | Denver Rockets     | ABA   | 10 | 129 | 16  | 38 | 7   | 16 | 6   | 10 |       | 29  | 11   |     |     | 9   | 27 | 45  | .421 | .438 | .600  | 12.9 | 4.5 | 2.9 | 1.1 |
| Total     |      |                    | TOTAL | 20 | 238 | 25  | 70 | 7   | 16 | 19  | 30 |       | 68  | 14   |     |     | 9   | 43 | 76  | .357 | .438 | .633  | 11.9 | 3.8 | 3.4 | 0.7 |
|           |      |                    | NBA   | 10 | 109 | 9   | 32 |     |    | 13  | 20 |       | 39  | 3    |     |     |     | 16 | 31  | .281 |      | .650  | 10.9 | 3.1 | 3.9 | 0.3 |
|           |      |                    | ABA   | 10 | 129 | 16  | 38 | 7   | 16 | 6   | 10 |       | 29  | 11   |     |     | 9   | 27 | 45  | .421 | .438 | .600  | 12.9 | 4.5 | 2.9 | 1.1 |

## Fallecimiento
Warley falleció el 5 de abril de 2002 víctima de un cáncer de hígado diagnosticado en enero de ese mismo año. Los Sixers le homenajearon con un minuto de silencio en un partido ante Milwaukee Bucks.